# Cumbia con soul
Cumbia con Soul es el segundo álbum de estudio de Cruz Martínez y Los Super Reyes. Fue lanzado al mercado el martes 23 de junio de 2009 en México y el martes 30 de junio de 2009 en Estados Unidos.

## Lista De Canciones
| N.º | Título                               | Escritor(es)                                                                           | Duración |  |
| 1.  | «Tu Magia»                           | Cruz Martínez, Juan Paulo Hernández, Freddie "Fredrecks" Martínez                      | 3:32     |  |
| 2.  | «Algo de Ella»                       | Cruz Martínez, Juan Paulo Hernández, Ricardo Velásquez, Kelvin Ramos, Frank Pangelinan | 3:49     |  |
| 3.  | «Un Motivo para Soñar»               | Nahuel Schajris, Claudia Brant, Luis Fonsi                                             | 3:43     |  |
| 4.  | «Sin Tu Amor»                        | Cruz Martínez, Juan Paulo Hernández                                                    | 3:33     |  |
| 5.  | «Eres»                               | Cruz Martínez, Juan Paulo Hernández                                                    | 3:14     |  |
| 6.  | «Todavía»                            | Cruz Martínez, Juan Paulo Hernández                                                    | 3:50     |  |
| 7.  | «Amiga Te Quiero»                    | Cruz Martínez, Juan Paulo Hernández                                                    | 3:43     |  |
| 8.  | «Preso»                              | Rafael Pérez Botija                                                                    | 4:13     |  |
| 9.  | «Baby»                               | Cruz Martínez, Michael Figueroa                                                        | 3:33     |  |
| 10. | «Ella Se Va»                         | Cruz Martínez, Juan Paulo Hernández, Ricardo Velásquez, Abel Talamantez                | 3:46     |  |
| 11. | «Baila Sin Parar»                    | Cruz Martínez, Juan Paulo Hernández, Ricardo Velásquez, Kelvin Ramos, Abel Talamantez  | 3:31     |  |
| 12. | «Superficial»                        | Cruz Martínez, Reynold Martínez, Abel Talamantez                                       | 3:42     |  |
| 13. | «Go Ahead Girl»                      | Cruz Martínez, Anthony López, Jovani Castillo, Víctor Luévanos                         | 3:07     |  |
| 14. | «Something About Her (Algo de Ella)» | Cruz Martínez, Juan Paulo Hernández, Peter "P3" Rodríguez, Willie Wheat                | 3:39     |  |